# Distretto di Lambayeque
Il distretto di Lambayeque è uno dei dodici distretti della provincia di Lambayeque, in Perù. Si trova nella regione di Lambayeque e si estende su una superficie di 332,73 chilometri quadrati.

Ha per capitale la città di Lambayeque e contava 61.025 abitanti nel censimento del 2005.